# St. Helena Parish
St. Helena Parish is een parish in de Amerikaanse staat Louisiana.
De parish heeft een landoppervlakte van 1.058 km² en telt 10.525 inwoners (volkstelling 2000). De hoofdplaats is Greensburg.